# Танец змеи
Танец змеи (англ. Snakedance) — вторая серия двадцатого сезона британского научно-фантастического телесериала «Доктор Кто», состоящая из четырёх эпизодов, которые были показаны в период с 18 по 26 января 1983 года.

## Сюжет
Прибытие ТАРДИС на Мануссу, родину Мануссанской и Сумаранской империй, вызывает ночные кошмары у Тиган, которой снится вход в пещеру в форме змеиной пасти. Очевидно, что Мара восстанавливается в ее памяти после одержимости на планете Дева Лока («Кинда»). Он пытается успокоить ее, взяв ее и Ниссу на поиски пещеры, но Тиган слишком боится войти внутрь и убегает. В одиночестве Тиган вновь попадает под контроль Мары, и на ее руку вновь возвращается символ змеи.
На Мануссе проходит фестиваль в честь пятисотлетия изгнания Мары. В отсутствии федератора, правящего тремя планетами Федерации, его ленивый сын Лон исполняет ведущую роль в празднике, при поддержке его матери леди Таны и археолога Амбрила, эксперта по сумаранскому периоду. Лон заинтригован пророчеством, гласящим, что Мара однажды вернется, но Амбрил возражает, считая это просто сказкой. Доктор пытается убедить археолога в обратном, но тот отклоняет все аргументы. Однако его заместитель Чела начинает симпатизировать Доктору и дает ему маленький голубой кристалл, Малый глаз разума, используемый змеетанцующими, поклоняющимися Маре. Доктор понимает, что этот кристалл - часть большого, Великого глаза разума, который превращает ментальную энергию в материю, а значит, что Мара через Тиган сможет обрести физическую форму. Мануссанцы создали этот кристалл, не сознавая всего его потенциала, и тот усилил их внутренние страхи, ненависть и зло и вернул им обратно. Так появилась Мара и началась эра Сумаранской империи.
Тем временем Тиган передает знак змеи Лону. Вместе они попадают в пещеру из сна Тиган и видят стену с углублением. Лон врзврашается в замок и пытается убедить Амбрила, чтобы тот на церемонии вставил Великий кристалл в углубление в пещере, а большей убедительности показывает ему тайную пещеру с сумаранскими сокровищами и угрожает уничтожить их, если археолог ему не поможет. Тот соглашается.
Чела делится с Доктором и Ниссой дневником Доджена, предшественника Амбрила, который стал танцевать танец змеи. Все трое пытаются предупредить чины о ситуации, но видят Лона в руках Мары и понимают опасность. Все трое сбегают и связываются с Додженом, который рассказывает о том, что победить Мару можно только найдя неподвижную точку в разуме. Тем временем на церемонии кристалл устанавливается на место и Мара воссоздает себя в пещере в виде огромной змеи. Но Доктор прибывает вовремя, отказывается смотреть на змею или признать ее зло, вместо этого деля спокойное место в разделенном с Додженом через Малый глаз разуме. Все ее рабы освобождаются, а змея погибает и сгнивает. И на этот раз Доктор уверен, что Мара уничтожена.

## Трансляции и отзывы
| Эпизод            | Дата показа    | Продолжительность | Телезрители (в миллионах) |
| ----------------- | -------------- | ----------------- | ------------------------- |
| «Часть 1»         | 18 января 1983 | 24:26             | 6,7                       |
| «Часть 2»         | 19 января 1983 | 24:35             | 7,7                       |
| «Часть 3»         | 25 января 1983 | 24:29             | 6,6                       |
| «Часть 4»         | 26 января 1983 | 24:29             | 7,4                       |
| [ 1 ] [ 2 ] [ 3 ] |                |                   |                           |

## Интересные факты
- В этом сезоне Доктор в каждой серии встречается со старыми врагами. В этой он сражается против Мары, с которой он встречался в прошлом сезоне в серии «Кинда».